# Салине ди Волтера
Салине ди Волтера је насеље у Италији у округу Пиза, региону Тоскана.
Према процени из 2011. у насељу је живело 1143 становника. Насеље се налази на надморској висини од 71 м.